# Hymenomima conia
Hymenomima conia là một loài bướm đêm trong họ Geometridae.